# Тонгерен
 Тази статия е за града в Белгия.  За окръга вижте Тонгерен (окръг).  
Тонгерен (на нидерландски: Tongeren) е град в Североизточна Белгия, административен център на окръг Тонгерен на провинция Лимбург. Намира се на 16 km югоизточно от Хаселт. Населението му е около 29 700 души (2006).
През Античността Тонгерен (Atuatuca Tungrorum) е един от главните градове на римската провинция Долна Германия. По време на Галските войни галите, водени от Амбиорикс, нанасят там тежко поражение на римляните.